# SAF Tehnika
SAF Tehnika — латвийская компания по производству радиорелейного оборудования для передачи информации. Компания производит различную продукцию на основе беспроводных технологий для голосовой связи и передачи данных для операторов стационарной и мобильной связи, баз данных, правительственных и частных компаний. Ассортимент продукции включает в себя:
- микроволновые радиоприёмники, работающие по принципу «точка — точка» в лицензированных и не нуждающихся в лицензии диапазонах частот
- уникальный спекторанализатор Spectrum Compact
- широкий ассортимент микроволновой аппаратуры для различных приложений, в том числе для сетей вещания с низким уровнем задержки.

В 2004 году SAF Tehnika приобрела шведскую компанию SAF Tehnika Sweden, базировавшуюся в Гётеборге, но та была в 2008 году выкуплена собственным руководством и переименована в Trebax AB. В мае того же года SAF Tehnika сделала первичное публичное предложение с рыночной капитализацией более €50 млн. с существенной поддержкой институциональных инвесторов. В листинге компаний NASDAQ OMX Riga зарегистрирована как SAF1R.
В течение 2000-х годов SAF Tehnika предпринимала дальнейшие шаги в плане глобальной экспансии, развивая обширную сеть авторизованных партнеров и торговых представителей по всему миру, наиболее заметными из которых стали открытый в Северной Америке офис SAF Tehnika North America вместе со складскими помещениями в Денвере в 2013 году.

## Хронология
- 1999: основание SAF Tehnika
- 2000: представление линии продуктов PDH (CFM)
- 2003: сертификат ISO 9001, вступление в ETSI
- 2004: приобретение шведской компании «Viking Microwave», продвигавшей SDH-радиосистемы; появление на Рижской фондовой бирже
- 2006: запуск линии SDH-продуктов на рынке, продажи в 62 рынках; выпуск CQF-RD-IDU в линейке продуктов CFQ
- 2008: начало предоставления радиосвязи по каналу со скоростью 100 Мбит/с (продукты CFIP); продажа SAF Tehnika Sweden
- 2009: запуск новых систем CFIP Lumina и CFIP Phoenix со скоростью 366 Мбит/с
- 2010: продажи на 99 рынках[4]
- 2011: выпуск продуктов CFIP Marathon 1.4 GHz и CFIP Phoenix Modular
- 2012: выпуск активного повторителя с низкой задержкой CFIP (6 ГГц+ 35 ns радиоприёмник)
- 2013: открытие представительства в Денвере, запуск новой микроволновой радиоплатформы Integra и выпуск самого маленького в мире спектроанализатора Spectrum Compact; продажа более чем в 130 странах мира
- 2014: начало выпуска продуктов Integra S, CFIP PhoeniX IRFU, Integra-W and Integra-WS, SG Compact
- 2015: начало выпуска набора Integra G, Integra GS, Launch of Line of Sight Verification, повторителя с низкой задержкой CFIP и различных решений для сетей со сверхнизкой задержкой

## Продукты

### Integra
SAF Integra — одно из последних технологических достижений в области микроволновой передачи данных. Это радиоплатформа нового поколения, включающая в себя антенну, радиостанцию и монтажные кронштейны для сборки. Пропускная способность 1 Гбит/с со сжатием заголовков в конфигурации 1+0. Обеспечивает покрытие на больших расстояниях благодаря лучшему системному усилению при 256 QAM и бесключевому переключению ACM до 1024QAM. С дополнительными антеннами 4-го класса ETSI возможно развёртывание Integra в плотной микроволновой среде. Диапазон частот — от 3,5 МГц до 60 МГц в одном аппаратном исполнении. Прямая интеграция радио и антенны экономит время на сборку и герметизацию.
Integra — лёгкая и энергоэффективная система. Интеграция микроволнового радио нового поколения с антеннами высоких и сверхвысоких характеристики приводит к снижению общей стоимости и сокращению времени на установку, а также повышению надёжности связи даже в районах с высокой плотностью обслуживания. Корпус изготавливается из пластика, совместимого с ЭМС, обеспечивает полную коррозийную стойкость, которая выше, чем у классических микроволновых антенн. Монтажный кронштейн оптимизирован для снижения ветровой нагрузки и усиления сопротивления ветру, что сохраняет связь даже в трудных погодных условиях.
Управляемый программным обеспечением светодиод показывает, синхронизирована ли радиостанция с удаленным концом и работает ли она правильно. Встроенный многоядерный сетевой пакетный процессор обеспечивает производительность Carrier Ethernet с такими характеристиками, как синхронный Ethernet, сжатие заголовка и аутентификация RADIUS. Три порта Gigabit Ethernet на каждую радиостанцию позволяют использовать встроенный высокопроизводительный гигабитный коммутатор в наружной среде и избежать дополнительных дорогостоящих коммутаторов в стойке, а также облегчить установку без крова.

### Spectrum Compact
Портативный микроволновый спектроанализатор Spectrum Compact — оборудование для измерения в лицензированных микроволновых диапазонов частот от 6 до 40 ГГц. Разработан для комфортного использования сетевыми инженерами в различных сложных условиях. Предназначен для всех специалистов по микроволновой радиосвязи, занимающихся установкой оборудования или сбором данных для целей планирования на объекте. Сенсорный ЖК-дисплей обеспечивает плавное и интуитивно понятное использование прямо на месте. SMA-разъём интегрирует с антенной или волноводной системой любого производителя. Обнаруживает существующие помехи на установленных дорожках или доступных радиоканалах с высокой точностью. Регистрация данных всех сканов спектра доступна внутри спекторанализатора с улучшенной обработкой и анализом данных, доступной через фирменное программное обеспечение SAF Tehnika.

### SG Compact
Микроволновый генератор сигналов SG Compact — важный инструмент для настройки антенны и тестирования, а также лучший выбор для проверки верификации приложений LoS. Идеально подходит для различных приложений для анализа и измерений в микроволновой системе.

### CFIP Lumina
CFIP Lumina является продолжением ряда CFIP 108, обеспечивает полный IP-трафик на скорости до 366 Мбит/с и предлагает возможность работы снаружи помещения на частотах 20, 28, 30, 40, 50 и 56 МГц, а также систему автоматического управления мощностью передачи и адаптивное кодирование и модуляцию. Это первая радиосистема Native Ethernet/IP типа 256QAM со скоростью передачи данных 360 Мбит/с и встроенным передовым коммутатором GigE (поддержка QoS, STPs, VLAN).

### CFIP 106/108
CFIP-106/108 изначально разрабатывался для IP-сетей, предоставляет интерфейс Fast Ethernet с пропускной способностью от 8 Mbit/s до полнодуплексной 100 Мбит/с. Также CFIP-108 имеет порт 4xE1 для подключения устаревшего оборудования и использования в гибридных сетях TDM/IP.

### CFIP PhoeniX
Сплит-система CFIP PhoeniX разработана для классической телекоммуникационной архитектуры с радиостанцией под открытым небом и защищённым внутренним блоком. Обеспечивает передачу данных из TDM-сетей в гибридные сети TDM/IP, обеспечивая 20E1 + GigE. Пропускная способность до 363 Мбит/с (полный дуплекс).

### CFIP PhoeniX M
Сплит-система PhoeniX M включает в себя PhoeniX M IDU и PhoeniX ODU (опциональная поддержка XPIC). Предоставляет соединение 63E1 и 2xSTM-1, наращивает пропускную способность до 360 Мбит/с при полном дуплексе.

### CFIP PhoeniX C
Сплит-система PhoeniX C разработана  для классической телекоммуникационной архитектуры с радиостанцией под открытым небом и защищённым внутренним блоком компактного размера. Обеспечивает передачу данных из TDM-сетей в гибридные сети TDM/IP, обеспечивая 64E1, порты Gigabit Ethernet и до 16 портов ASI для передачи видеосигнала. Пропускная способность до 366 Мбит/с (полный дуплекс).

### Marathon II
Решение для промышленных приложений, где невозможно использование оптоволоконных сетей. Устройство CFIP Marathon 300 MHz / 1.4 GHz, работающее по принципу «точка—точка» — это двухточечная микроволновая радиорелейная система, разработанная для отдалённых и сельских районов. Marathon Full Indoor Unit может установить связь в неблагоприятных погодных условиях и на больших расстояниях (выше 100 км). Используется коммунальными службами, транспортными компаниями и службами общественной безопасности для безопасной передачи данных и голосовых сообщений.

### FreeMile 5 GE MIMO
Система SAF FreeMile 5 GE MIMO с частотой 5 ГГц — гигабитная радиосистема с бесплатной лицензией, подходящая для передачи пакетов данных Ethernet. С использованием наземной технологии 2x2 MIMO, этот аппарат обеспечивает реальную пропускную способность до 210 Мбит/с (с полным дуплексом 105 Мбит/с) в сочетании с высокой производительностью.

### FreeMile 17/24 GHz
SAF FreeMile FODU — радиоустройство нового поколения с бесплатной лицензией для передачи пакетов данных Ethernet и голосовой связи E1. Радиосистема сочетает в себе качества, характерные для ISM-радиосвязи: бесшумную работу, высокую доступность, полнодуплексную емкость несущего сигнала без затрат на лицензирование и быструю установку. Радио SAF FreeMile также предлагает дружественный интерфейс управления через веб-браузер и простой процесс установки.

### Outdoor Branching Unit
Устройство внешнего ответвления (Outdoor Branching Unit) на рынках с июня 2015 года. Изготавливается из высококачественных материалов для всех компонентов и с использованием специальных фильтров с узкой полосой пропускания, которые являются термостойкими и волноводными циркуляторами для наилучших электрических и механических характеристик. Наружный ветвящийся блок выполнен в компактном форм-факторе для соединения до 4 радиостанций.

### CFIP Low Latency Repeater
Повторитель с низкой задержкой CFIP (CFIP Low Latency Repeater) используется в сетях с ультранизкой задержкой как ключевой продукт.

### Network Management System (NMS и NMS+)
SAF NMS — набор инструментов, включающих в себя как аппаратные, так и программные устройства для мониторинга и управления сетью. Они включают в себя фирменное радиообрудование SAF с возможностью локальной и удалённой работы. Последняя версия — 4.1. Существует и приложение для смартфонов SAF Mobile NMS, совместимое с версией Android 2.2 — оно необходимо для мониторинга сети микроволновой связи. Предоставляет данные в реальном времени об оборудовании и статусе сети.